# Hopman Cup
Hopman Cup är en internationell tennisturnering för könsblandade landslag, arrangerad av internationella tennisförbundet. Tävlingen spelas årligen i Perth i Australien i början av januari. Ibland startar turneringen i december föregående kalenderår, men årsupplagorna namnges efter det årtal då finalmatchen spelas. Turneringen spelas under tennisens lågsäsong. Spelformatet är en singel var för vardera spelarna och en avslutande mixed dubbelmatch.
Hopman Cup hade premiär över nyår 1988/1989.
Idén med turneringen är att en gång om året samla världseliten i tennis bland såväl herrar som damer till en turnering som utgör ett komplement till Davis Cup (herrar) och Fed Cup (damer). Med namnvalet "Hopman Cup" har man velat hedra den framgångsrike australiske tränaren och mixed dubbel-specialisten Harry Hopman. Huvudsponsor är Hyundai.

## Segrare
- 1989 - Tjeckoslovakien (Miloslav Mečíř & Helena Suková)
- 1990 - Spanien (Emilio Sánchez & Arantxa Sánchez Vicario)
- 1991 - Jugoslavien (Goran Prpić & Monica Seles)
- 1992 - Schweiz (Jakob Hlasek & Manuela Maleeva)
- 1993 - Tyskland (Michael Stich & Steffi Graf)
- 1994 - Tjeckien (Petr Korda & Jana Novotná)
- 1995 - Tyskland (Boris Becker & Anke Huber)
- 1996 - Kroatien (Goran Ivanišević & Iva Majoli)
- 1997 - USA (Justin Gimelstob & Chanda Rubin)
- 1998 - Slovakien (Karol Kucera & Karina Habšudová)
- 1999 - Australien (Mark Philippoussis & Jelena Dokić)
- 2000 - Sydafrika (Wayne Ferreira & Amanda Coetzer)
- 2001 - Schweiz (Roger Federer & Martina Hingis)
- 2002 - Spanien (Tommy Robredo & Arantxa Sánchez Vicario)
- 2003 - USA (James Blake & Serena Williams)
- 2004 - USA (James Blake & Lindsay Davenport)
- 2005 - Slovakien (Dominik Hrbatý & Daniela Hantuchová)
- 2006 - USA (Taylor Dent & Lisa Raymond)
- 2007 - Ryssland (Dmitrij Tursunov & Nadia Petrova)
- 2008 - USA (Mardy Fish & Serena Williams)
- 2009 - Slovakien (Dominik Hrbatý & Dominika Cibulková)
- 2010 - Spanien (Tommy Robredo & María José Martínez Sánchez)
- 2011 - USA (John Isner & Bethanie Mattek-Sands)
- 2012 - Tjeckien (Tomáš Berdych & Petra Kvitová)
- 2013 - Spanien (Fernando Verdasco & Anabel Medina Garrigues)
- 2014 - Frankrike (Jo-Wilfried Tsonga & Alizé Cornet)
- 2015 - Polen (Agnieszka Radwańska & Jerzy Janowicz)
- 2016 - Australien grön (Daria Gavrilova & Nick Kyrgios)
- 2017 - Frankrike (Kristina Mladenovic & Richard Gasquet)
- 2018 - Schweiz (Roger Federer & Belinda Bencic)
- 2019 - Schweiz (Roger Federer & Belinda Bencic)

### Fotnoter
1. ↑  ”History” (på engelska). Hopman Cup. 11 mars 1989. Arkiverad från originalet den 30 september 2013. https://web.archive.org/web/20130930032724/http://hopmancup.com/history#1988. Läst 11 januari 2016.